# 沿海车前
沿海车前（学名：Plantago maritima）为车前科车前属下的一个种。

## 扩展阅读
- 維基物種上的相關：沿海车前